# Віадук Маєко
Віадук Маєко (ісп. Viaducto del Malleco) — залізничний міст в центральній Чилі через долину річки Маєко на південному в'їзді до міста Коїпуйї в регіоні Арауканія. Міст був відкритий президентом Хосе Мануелем Бальмаседою 26 жовтня 1890 року. Одразу після будівництва цей міст був найвищим у світі. Поруч з віадуком проходить Трансамериканське шосе.
Поширений міф стверджує, що міст був спроектований Густавом Ейфелем. Проте, Ейфель лише створив попередній проект, який був відхилений чилійським урядом.
Міст отримав статус національного монументу в 1990 році.